# نيشان الاستحقاق المجري
نيشان الاستحقاق المجري (بالمجرية: Magyar Érdemrend)‏ هو ثاني (وسام سانت ستيفن هو الأعلى) أعلى وسام دولة في المجر. تأسس النظام عام 1991، وهو إحياء للنظام الأصلي الذي تأسس عام 1946 وألغي في عام 1949. يمكن إرجاع أصولها إلى وسام الاستحقاق لمملكة المجر الذي كان موجودًا من عام 1922 حتى عام 1946.
في عام 2011، تغير اسمها الرسمي من وسام الاستحقاق لجمهورية المجر إلى نيشان الاستحقاق المجري وفقًا للدستور الهنغاري الجديد.
منذ عام 2011، يعد وسام القديس ستيفن المجري أعلى وسام دولة في المجر.

## الطبقات
ينقسم التقسيم المدني إلى ست فئات من الجدارة، بينما ينقسم القسم العسكري إلى خمس فئات. أعلى فئة، Grand Cross with Chain، هي حصرية للقسم المدني ولا تُمنح إلا لرؤساء الدول.
| جراند كروس مع سلسلة  |
| جراند كروس           |
| صليب القائد مع النجم |
| صليب القائد          |
| صليب الضابط          |
| نايت كروس            |

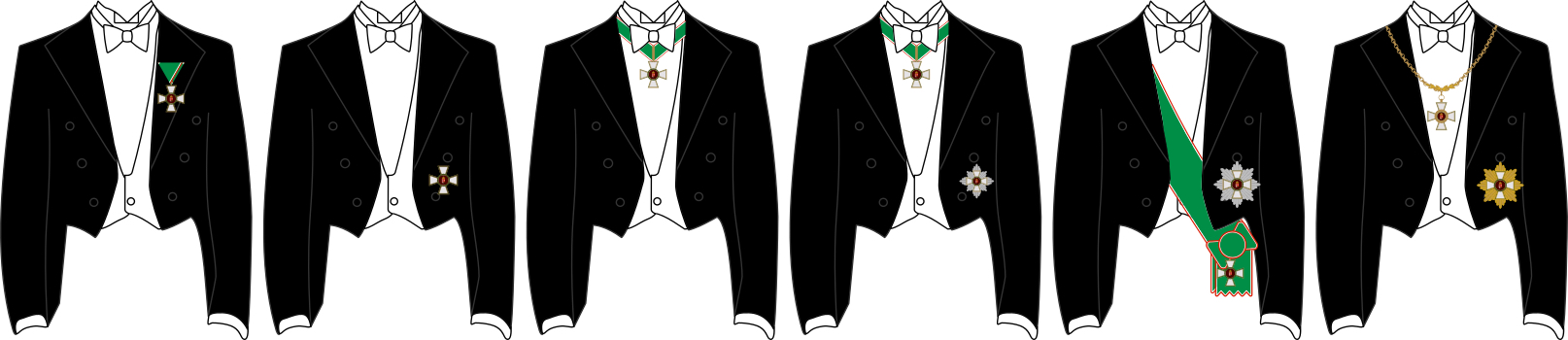
دليل حول كيفية ارتداء نيشان الاستحقاق المجري

تحت وسام الاستحقاق في الأسبقية هو الصليب المجري للاستحقاق، مع ثلاث فئات لكل من العسكريين والمدنيين.
| صليب الذهب                   |
| سوف يتم إرسال هذا الجهاز غدا |
| صليب برونزي                  |

## شارة
- صُنعت ميدالية النظام بناءً على سمات النظام الملكي القديم للقديس ستيفن الهنغاري : وهي تتألف من صليب مطلي بالمينا باللون الأبيض ومُحاط بالأخضر، ويُظهر ميدالية دائرية مركزية مطلية بالمينا باللون الأحمر تُظهر شعار النبالة للمجر، وتحيط بها بواسطة إكليل من المينا الخضراء.
- تأخذ النجمة شكل الميدالية ولكنها مثبتة على نجمة ذهبية مشعة.
- الشريط أخضر مع شريط أحمر وخط أبيض للطبقة المدنية، في حين أنه أحمر مع شريط أخضر وشريط أبيض للطبقة العسكرية.[3]